# Ulrich Biesinger
Ulrich Biesinger (ur. 6 sierpnia 1933 w Oberhausen, zm. 18 czerwca 2011 w Augsburgu) – niemiecki piłkarz występujący na pozycji pomocnika.

## Kariera klubowa
Biesinger zawodową karierę rozpoczynał w 1952 roku w klubie BC Augsburg. W Oberlidze Süd zadebiutował 24 sierpnia 1952 w przegranym 2:3 meczu z VfB Stuttgart. W 1951 roku zdobył z klubem Puchar Bawarii. Do 1960 roku w Augsburgu rozegrał 187 ligowych spotkań i zdobył 105 bramek. W 1960 roku odszedł do SSV Reutlingen 05. Potem ponownie był graczem zespołu BC Augsburg. W 1965 roku trafił do Schwaben Augsburg, gdzie w rok później zakończył karierę.

## Kariera reprezentacyjna
W 1954 roku Biesinger został powołany do reprezentacji RFN na mistrzostwa świata. Nie zagrał na nich ani razu, a jego ekipa została triumfatorem turnieju. W drużynie narodowej Biesinger zadebiutował 26 września 1954 roku w przegranym 0:2 towarzyskim meczu z Belgią. 13 czerwca 1956 roku wygranym 3:1 towarzyskim spotkaniu z Norwegią strzelił pierwszego gola w drużynie narodowej. Po raz ostatni w kadrze zagrał 28 grudnia 1958 roku w przegranym 1:2 towarzyskim pojedynku z Egiptem. W latach 1954–1958 w drużynie narodowej rozegrał w sumie spotkań 7 i zdobył 2 bramki.